# Prostitution en République dominicaine
La prostitution en République dominicaine est légale, mais les activités connexes telles que la tenue de lupanar ou le proxénétisme sont illégales,. Cependant, les lois sur la prostitution ne sont généralement pas appliquées. On estime qu'entre 60 000 et 100 000 femmes travaillent comme prostituées dans le pays, beaucoup étant originaires de l'île voisine d'Haïti.

## Tourisme sexuel
La République dominicaine a acquis la réputation d'être une destination majeure pour le tourisme sexuel international,, bien que l'activité soit principalement concentrée dans les villes côtières pauvres (en particulier Las Terrenas, Cabarete, Sosúa et Boca Chica), où les femmes ont moins d'opportunités économiques que dans les grandes villes du pays,. Les immigrants haïtiens participent également au secteur du tourisme sexuel, de nombreuses prostituées dans certaines régions étant d'origine haïtienne,. Sur les sites de tourisme sexuel, les Dominicains plus clairs de peau sont favorisés par rapport aux Haïtiens, qui sont forcés de travailler dans les rues ou les bars locaux plutôt que dans les zones plus lucratives. Le tourisme sexuel impliquant des enfants est un problème dans le pays.

## Prostitution des mineurs
La prostitution des mineurs est un problème, en particulier dans certaines zones urbaines des villes côtières, mais il y a eu une diminution de la prostitution des enfants depuis 2001, avec l'augmentation des actes de maintien de l'ordre et la diminution de la corruption,. Les services de l'immigration et les douanes américaines ont commencé à poursuivre les personnes qui participent à la traite des enfants. Une étude réalisée en 2015 par l'International Justice Mission a révélé qu'un quart des travailleuses du sexe travaillant dans la rue, dans les parcs et sur les plages avaient moins de 18 ans.

## VIH
La prévalence du VIH / sida en République dominicaine est estimée à 0,7 pour cent, ce qui est relativement faible par rapport aux normes des Caraïbes. Cependant, on estime que le pourcentage parmi les professionnel(le)s du sexe est beaucoup plus élevé, allant de 2,5 % à 12,4 %, selon les lieux.

## Trafic sexuel
Selon le Département d'État américain, la République dominicaine est un pays d'origine, de transit et de destination pour la traite des êtres humains. Des femmes et des enfants d'Haïti, du reste des Caraïbes, d'Asie et d'Amérique du Sud sont trafiqués dans le pays à des fins de prostitution forcée. Les femmes colombiennes et vénézuéliennes qui avaient été amenées au pays pour danser dans des clubs de strip-tease sont contraintes de travailler dans la prostitution.
Les femmes et les enfants dominicains sont victimes de trafic sexuel dans le pays, à Haïti, dans le reste des Caraïbes, en Europe, en Amérique du Sud et Amérique centrale, au Moyen-Orient, en Asie et aux États-Unis.
Après le tremblement de terre de 2010 en Haïti, de nombreuses prostituées dominicaines ont traversé la frontière avec Haïti, recherchant des clients parmi les travailleurs humanitaires et le personnel de l'ONU.
Le Bureau de surveillance et de lutte contre la traite des personnes du département d'État des États-Unis classe en 2018 la République dominicaine parmi les pays de « niveau 2 ».